# Dream Chaser
Il Dream Chaser è uno spazioplano riutilizzabile sviluppato inizialmente da Sierra Nevada Corporation (SNC) e successivamente da Sierra Space per trasportare equipaggi e/o cargo in orbita terrestre bassa. La versione per il trasporto di cargo pressurizzato e non, è chiamata Dream Chaser Cargo System o DC-100 ed è prevista una versione denominata Dream Chaser Space System o DC-200, che verrà progettata per un equipaggio di sette passeggeri. 
Il lanciatore impiegato è il Vulcan Centaur per la versione cargo.

## Design
Il concetto del Dream Chaser è derivato dallo spazioplano prototipo H-20 Personal Launch System della NASA, a sua volta derivato da altri prototipi come il X-20 Dyna-Soar, Northrop M2-F2, Northrop M2-F3, Northrop HL-10, Martin X-24A e X-24B e Martin X-23 PRIME. Attualmente è previsto che trasporti materiali e rifornimenti alla stazione spaziale internazionale, e successivamente verrà sviluppata una versione per il trasporto di astronauti. Sierra Space ha siglato un contratto con la NASA per il programma Commercial Resupply Services CRS-2 per portare rifornimenti alla stazione spaziale per i prossimi anni.

### Sistema di protezione termica
Lo scudo termico (thermal protection system) è costituito da mattonelle a base di silicio (per la parte ventrale e la parte superiore dello scudo termico) e a base di un materiale composito chiamato Toughened Unipiece Fibrous Reusable Oxidation Resistant Ceramic (TUFROC) per la prua e i bordi di attacco.. Il Dream Chaser impiega circa 2000 mattonelle, di dimensioni pari a 10x10 in, in grado di resistere a temperature fino a 1650 °C. Questo materiale serve anche a proteggere lo scafo mentre in orbita si trova alla luce diretta del Sole, che può far raggiungere temperature fino a 120 °C. Infine, lo scudo termico è in grado di resistere ad impatti di detriti orbitali e micrometeoriti.

### Modulo Shooting Star
Nel 2019 è stato annunciato l'impiego di un modulo per il carico non riutilizzabile chiamato Shooting Star per la versione cargo impiegata nei voli del contratto CRS-2. Il modulo ha una lunghezza di m che permetterà di trasportare kg di carico aggiuntivo sia pressurizzato che non per i rifornimenti della stazione spaziale internazionale.
Il modulo include pannelli solari che producono fino a 6 kW di potenza elettrica, un sistema di gestione della temperatura attivo e passivo e sei propulsori di manovra per la traslazione e/o la rotazione della navetta. Il Dream Chaser può effettuare sia il docking che il berthing alla stazione spaziale internazionale. Il portello di accesso sul modulo pressurizzato impiega il sistema International Berthing Docking Mechanism sviluppato dall'agenzia spaziale europea. Un secondo portello, interno, divide il modulo dalla navetta stessa. 
Il modulo non è riutilizzabile, poiché nella fase di rientro esso effettua l'accensione dei propulsori per l'uscita dall'orbita e si sgancia dal Dream Chaser per poi bruciare nell'atmosfera. In questo modo, il modulo può essere usato per smaltire i rifiuti della stazione spaziale.

## Varianti

### Dream Chaser Space System

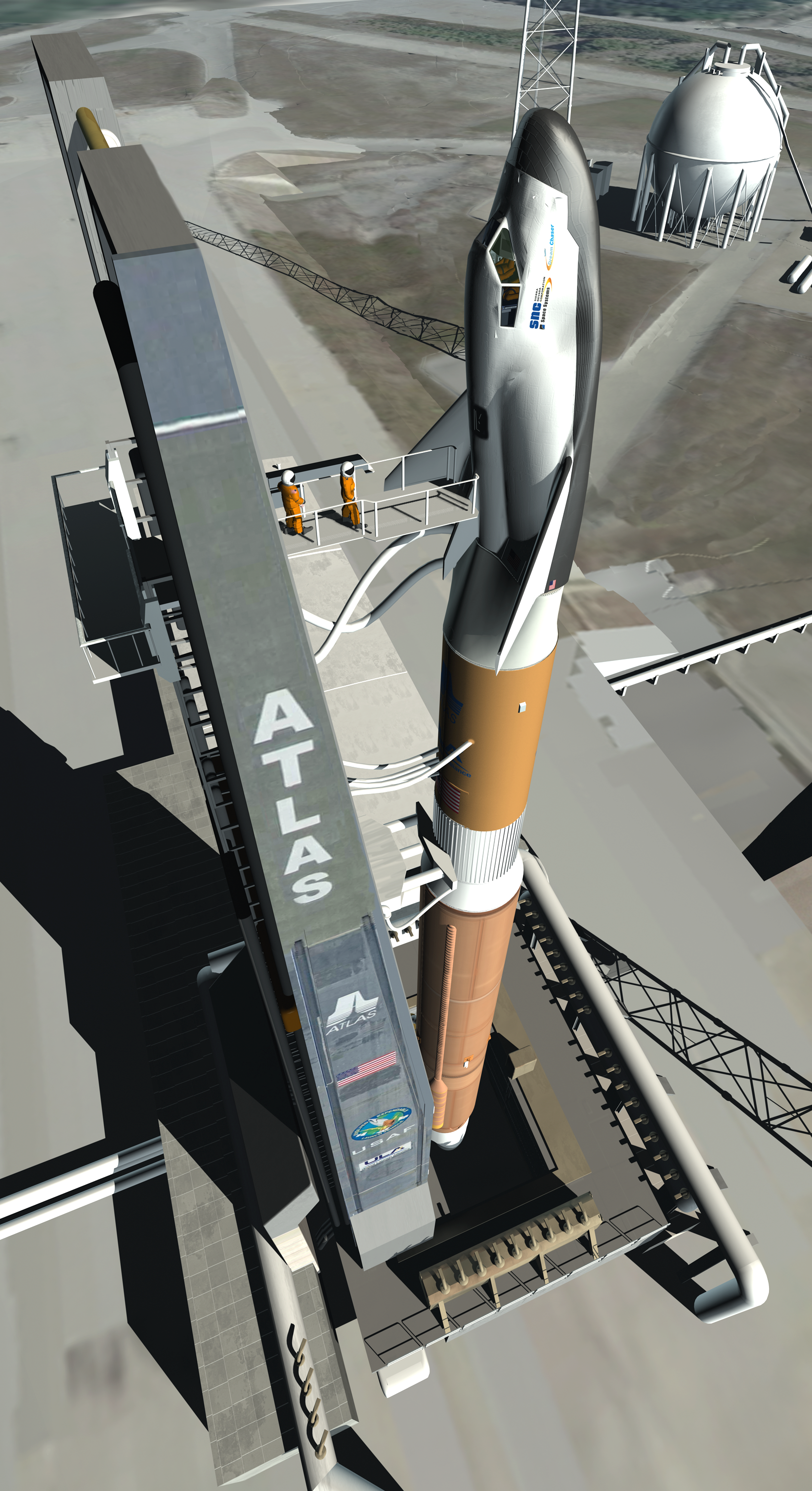
Rappresentazione artistica del Dream Chaser Space System in configurazione di lancio.

Il Dream Chaser Space System, denominato DC-200 è una versione progettata per portare in orbita 2-7 persone e/o cargo, verso destinazioni come la Stazione spaziale internazionale. Essa include un launch escape system integrato ed è in grado di volare autonomamente, se necessario. Tale veicolo sarebbe in grado di rientrare dallo spazio tramite volo libero, o gliding (con accelerazioni tipiche di meno di 1,5 g durante la manovra) e di atterrare su qualunque pista di aeroporto normalmente adibita a traffico aereo commerciale che abbia una lunghezza di almeno 8 000 piedi (2 400 m).. I motori a reazione del sistema di controllo bruciano carburante a base di etanolo, che non è un composto volatile a livelli esplosivi, né tossico come l'idrazina, permettendo così al Dream Chaser di essere gestito immediatamente dopo l'atterraggio, a differenza dello Space Shuttle
A novembre 2021, Sierra Space Corporation ricevette 1,4 miliardi di dollari in investimenti per sviluppare la variante con equipaggio. Ad ottobre dello stesso anno, assieme a Blue Origin venne annunciato un piano per la costruzione di una stazione spaziale commerciale chiamata Orbital Reef. Il Dream Chaser è stato selezionato per il trasporto di equipaggi verso questa nuova stazione spaziale, assieme allo Starliner sviluppato da Boeing.

### Variante cargo CRS-2
Nell'ambito del contratto CRS per il trasporto di rifornimenti verso la stazione spaziale internazionale, la variante cargo ha le ali ripiegabili per poter essere posizionata all'interno di una stiva di carico con raggio di 5 metri. In questo modo il velivolo può essere trasportato su diversi lanciatori. Nella parte posteriore è presente il modulo cargo, che permette l'aumento della capacità di carico e lo smaltimento di circa 3250 kg di rifiuti. La capacità totale è di 5000 kg di carico pressurizzato e 500 kg non pressurizzato ed è in grado di riportare a Terra 1925 kg di esperimenti scientifici ed equipaggiamento.
La pista di atterraggio utilizzata per i voli sarà la Shuttle Landing Facility del Kennedy Space Center.

### Variante per la National Security
A novembre 2021 Sierra Nevada annunciò che era in considerazione una terza variante della navetta progettata per la United States Space Force.

## Sviluppo
Il Dream Chaser venne annunciato il 20 settembre 2004 dall'azienda spaziale privata SpaceDev. Ad aprile 2007, l'azienda annunciò la partnership con la United Launch Alliance per l'impiego del lanciatore Atlas V e nel giugno dello stesso anno, SpaceDev firmò uno Space Act Agreement con la NASA. Il 21 ottobre 2008 SpaceDev venne acquisita dalla Sierra Nevada Corporation per 38 milioni di dollari.

### CCDev fase 1
Il 1º febbraio 2010 la Sierra Nevada Corporation ottenne 20 milioni di dollari nell'ambito della fase 1 del programma Commercial Crew Development (CCDev) della NASA per lo sviluppo del Dream Chaser. Vennero completate le quattro milestone richieste dal programma, tra cui il test del propulsore ibrido, il progetto preliminare della struttura della navetta e il drop test di un modello in scala al Dryden Flight Research Center.

### CCDev fase 2

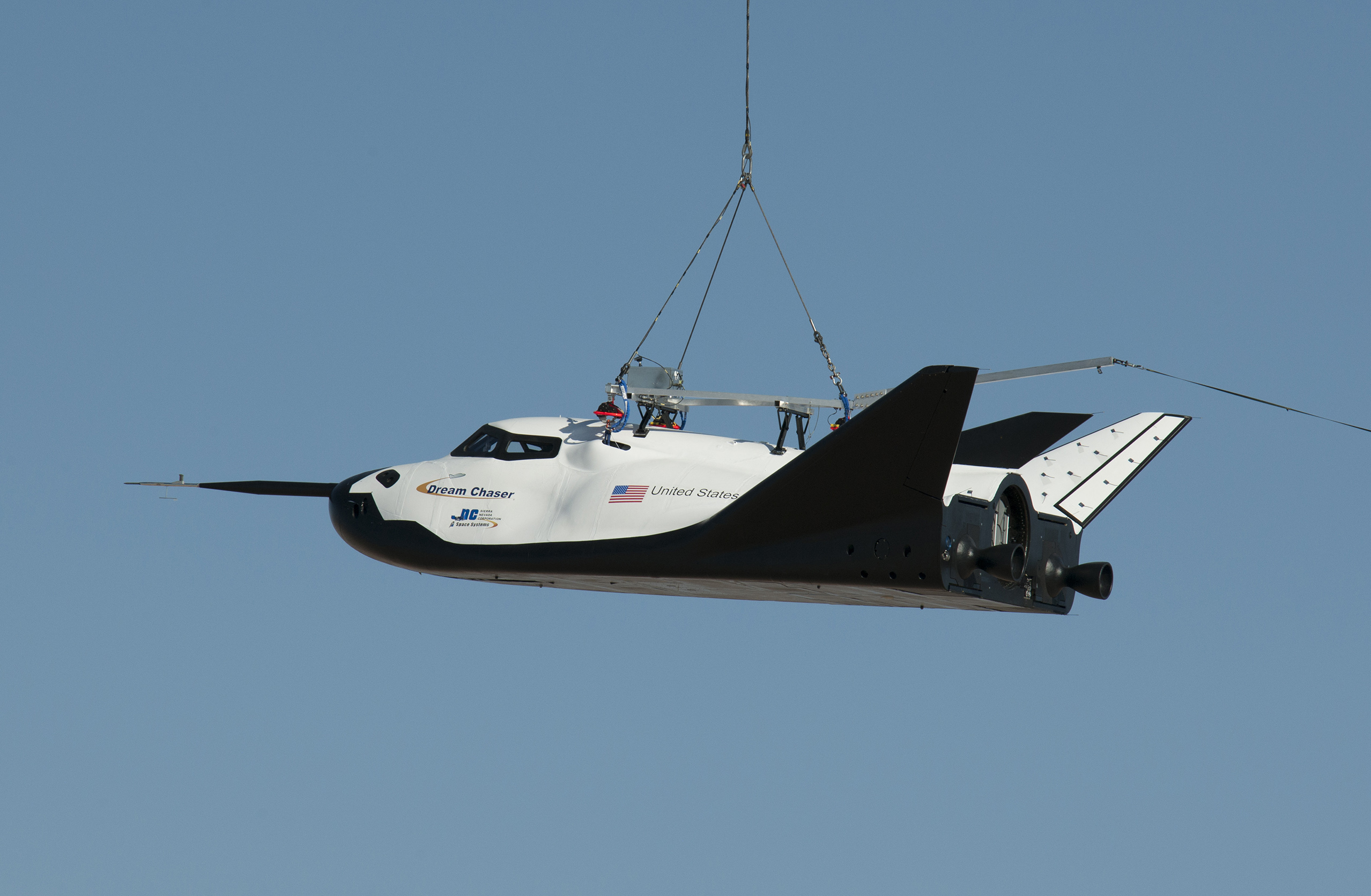
Il velivolo di test ETA Eagle durante il test captive carry

Ad ottobre 2010 Sierra Nevada propose il Dream Chaser per la fase 2 del programma CCDev, con un costo stimato del progetto pari a poco meno di 1 miliardo di dollari. Il 18 aprile 2011 la NASA assegnò 80 milioni di dollari a Sierra Nevada per lo sviluppo della navetta.
Nel febbraio 2012, Sierra Nevada Corporation annunciò il completamento dell'assemblaggio e del primo velivolo di test e il superamento di 11 milestone del programma CCDev. L'azienda affermò che il progetto era in linea con la tabella di mancia e all'interno del budget previsto.
Il 29 maggio venne condotto un test di captive carry di una versione di test (Engineering Test Article) tramite un elicottero Sikorsky S-64 per determinare meglio le proprietà aerodinamiche. A maggio 2013 la versione di test venne trasportata al Dryden Flight Research Center per altri test a terra e test in volo aerodinamici. Il 22 agosto 2013 venne concluso un secondo test di captive carry.
Il 12 giugno 2012 Sierra Nevada festeggiò il quinto anniversario di parternariato con il Langley Research Center nella progettazione e lo sviluppo del Dream Chaser. Il team congiunto tra l'azienda e il centro di ricerca NASA aveva condotto le analisi aerodinamiche e aerotermiche della navetta, oltre ai test dei sistemi di guida, navigazione e controllo.
L'11 luglio 2012 vennero completati con successo i test di avvicinamento e e atterraggio del carrello anteriore, per valutare l'impatto con la pista. Il carrello principale venne testato a febbraio 2012 in modo analogo. La milestone 1 del programma CCiCap, che comprendeva il "Program Implementation Plan Review", il piano per l'implementazione, lo sviluppo, il test e le attività di valutazione venne completata ad agosto 2012 e la milestone 2, costituita dalla "Integrated System Baseline Review", ad ottobre 2012.

### CCiCap
Il 3 agosto 2012 la NASA finanziò Sierra Nevada Corporation con 212,5 milioni di dollari per continuare lo sviluppo nell'ambito del programma Commercial Crew Integrated Capability (CCiCap). Il 30 gennaio 2013 venne annunciata la partnership con Lockheed Martin, nella quale Sierra Nevada assegnava a quest'ultima la costruzione del secondo airframe nello stabilimento Michoud Assembly Facility. Questo airframe costituisce la struttura del primo veicolo orbitale di test, il cui volo orbitale di prova era pianificato entro i successivi due anni.
Il 26 ottobre venne condotto il primo drop test di un modello non in scala, denominato ALT-1. Il velivolo di test venne portato ad una altezza di 3800 metri tramite un elicottero e sganciato. Il Dream Chaser volò nella corretta traiettoria di volo e toccò la pista circa un minuto dopo, tuttavia poco prima dell'atterraggio il carrello principale non venne dispiegato. Questo guasto fece inclinare il velivolo a sinistra e strisciare l'ala sulla pista. L'incidente non causò danno al compartimento dell'equipaggio e ai sistemi di bordo. Con questi test vennero completate le milestone richieste dalla programma CCDev fase 2. Inaspettatamente, questo test dimostrò la capacità della navetta di proteggere gli astronauti in caso di guasto al carrello di atterraggio.
Il 13 marzo, la NASA annunciò che l'astronauta Lee Archambault, che partecipò come comandante alla missione STS-119 e come pilota alla missione STS-117, lasciava l'agenzia spaziale statunitense per lavorare con la Sierra Nevada come pilota di test e ingegnere di sistema del Dream Chaser.
A giugno 2013 iniziarono i test di qualifica del sistema propulsivo. Inizialmente, la propulsione del Dream Chaser avrebbe dovuto essere fornita da 2 endoreattori a propellenti ibridi alimentati ad HTPB (polibutadiene con radicali ossidrilici terminali), un carburante non tossico, e ossido di diazoto. A differenza dei razzi a propellente solido, il sistema di iniezione del carburante del Dream Chaser avrebbe permesso al motore di arrestarsi e ripartire ripetutamente e di essere regolato tramite manetta. La SNC stava inoltre sviluppando un simile razzo ibrido, RocketMotor Two, per il veicolo della Virgin Galactic SpaceShip Two, in subappalto alla Scaled Composites. Nel maggio 2014, tale collaborazione è cessata in seguito alla decisione della Virgin Galactic di rimpiazzare la versione del RocketMotor Two con un motore a propellente ibrido di propria produzione, alimentato a carburante poliammidico plastico, mantenendo lo stesso ossidante a base di N2O. In seguito all'acquisizione di Orbitec LLC nel luglio 2014, la SNC annunciò un sostanziale cambiamento nel sistema propulsivo. Il progetto del razzo a propellente ibrido venne abbandonato in favore del propulsore Vortex della Orbitec.
A maggio 2014 vennero completati i test nella galleria del vento, come parte della milestone 8 del programma CCiCAP, per analizzare la dinamica del volo del velivolo. A luglio i test riguardarono invece i sistemi relativi all'equipaggio, al sistema di supporto vitale (ECLSS), al sistema di controllo termico e allo scudo termico (TPS).
Il 1º agosto 2014 venne completato il primo componente dell'airframe del veicolo orbitale di test.

### CCtCap
Il 16 settembre 2014 la NASA non selezionò il Dream Chaser per la fase Commercial Crew Transportation Capability (CCtCap) del programma Commercial Crew Development e Sierra Nevada presentò una protesta al Government Accountability Office. Il 22 ottobre un giudice federale sentenziò che l'assegnazione dei contratti alle sole aziende Boeing e SpaceX era valida.
Nonostante non fosse stata selezionata dalla NASA, l'azienda continuò lo sviluppo del velivolo e il 29 settembre venne creato il "Dream Chaser Global Project", un progetto che prevede l'impiego del velivolo a scopi commerciali, per il trasporto di payload e astronauti in orbita terrestre bassa.
Il 2 dicembre 2014 vennero completati ugualmente le milestone previste del programma NASA relative al sistema propulsivo.

### CRS-2
Il Dream Chaser venne proposto alla NASA a dicembre 2014 per la fase 2 del programma Commercial Resupply Services (CRS) e Sierra Nevada vinse a gennaio 2016 un contratto per un minimo di sei missioni di rifornimento della stazione spaziale internazionale.
Ad ottobre 2015 il sistema di protezione termica venne installata sul velivolo di test Engineering Test Article (ETA), chiamato Eagle e Lokheed Martin completò la costruzione della cabina per il velivolo di test Flight Test Article (FTA), chiamato Ascension.
Nel novembre 2017 il velivolo Eagle venne sottoposto presso la base di Edwards ad un drop test, denominato ALT-2, durante il quale venne portato ad una altezza di 3700 metri. Il velivolo atterrò con successo.
Ad agosto 2019 Sierra Nevada annunciò che il primo volo di test verso la stazione spaziale, chiamato Demo-1, sarebbe avvenuto nel 2021 tramite un lanciatore Vulcan Centaur della United Launch Alliance. Tuttavia a novembre 2020 il volo venne rimandato al 2022. 
Ad aprile 2021, Sierra Nevada Corporation scorporò la divisione dedicata al Dream Chaser, creando una azienda indipendente chiamata Sierra Space Corporation per il proseguimento degli sviluppi. Il primo volo di test venne rinviato prima a febbraio 2023 e successivamente a giugno 2024. A maggio 2024 vennero completati i test del primo Dream Chaser, chiamato "Tenacity".

## Lista dei veicoli
| Identificativo | Nome      | Tipo      | Status         | Voli | Tempo di volo | Note                                                                          |
| -------------- | --------- | --------- | -------------- | ---- | ------------- | ----------------------------------------------------------------------------- |
| ETA            | Eagle     | Prototipo | Ritirato       | 4    | N.D.          | Engineering Test Article (ETA) utilizzato nei test captive carry e drop test. |
| FTA            | Ascension | Prototipo | Attivo         | 0    | N.D.          | Flight Test Article (FTA) utilizzato nei test atmosferici.                    |
| DC101          | Tenacity  | Cargo     | Attivo         | 0    | N.D.          | Il velivolo verrà utilizzato nella prima missione SNC Demo-1.                 |
| DC102          | Reverence | Cargo     | In costruzione | 0    |               |                                                                               |
| DC201          | N.D.      | Crew      | N.D.           | 0    |               |                                                                               |

## Lista delle missioni dimostrative
| Missione       | Stemma                                                                                    | Navetta        | Data di lancio   | Data di atterraggio | Equipaggio | Esito missione    |
| -------------- | ----------------------------------------------------------------------------------------- | -------------- | ---------------- | ------------------- | ---------- | ----------------- |
| Captive Test 1 |                                                                                           | ETA Eagle      | 29 May 2012      | 29 May 2012         | N.D.       | Riuscito          |
| Captive Test 1 | Primo test captive carry.                                                                 |                |                  |                     |            |                   |
| Captive Test 2 |                                                                                           | ETA Eagle      | 22 August 2013   | 22 August 2013      | N.D.       | Riuscito          |
| Captive Test 2 | Secondo test captive carry.                                                               |                |                  |                     |            |                   |
| ALT-1          |                                                                                           | ETA Eagle      | 26 October 2013  | 26 October 2013     | N.D.       | Successo parziale |
| ALT-1          | Primo drop test. Il carrello di atterraggio principale non si è dispiegato completamente. |                |                  |                     |            |                   |
| ALT-2          |                                                                                           | ETA Eagle      | 11 November 2017 | 11 November 2017    | N.D.       | Riuscito          |
| ALT-2          | Secondo drop test.                                                                        |                |                  |                     |            |                   |
| Demo-1         |                                                                                           | DC101 Tenacity | Maggio 2025      | N.D.                | N.D.       | Programmato       |
| Demo-1         | Primo volo orbitale verso la stazione spaziale internazionale.                            |                |                  |                     |            |                   |

## Lista delle missioni operative
| Missione  | Stemma | Navetta        | Lanciatore     | Data di lancio | Data di atterraggio | Esito missione |
| --------- | ------ | -------------- | -------------- | -------------- | ------------------- | -------------- |
| SSC CRS-1 |        | DC101 Tenacity | Vulcan Centaur | N.D.           | N.D.                | Programmato    |
| SSC CRS-1 |        |                |                |                |                     |                |
| SSC CRS-2 |        | DC101 Tenacity | Vulcan Centaur | N.D.           | N.D.                | Programmato    |
| SSC CRS-2 |        |                |                |                |                     |                |
| SSC CRS-3 |        | DC101 Tenacity | Vulcan Centaur | N.D.           | N.D.                | Programmato    |
| SSC CRS-3 |        |                |                |                |                     |                |
| SSC CRS-4 |        | N.D.           | Vulcan Centaur | N.D.           | N.D.                | Programmato    |
| SSC CRS-4 |        |                |                |                |                     |                |
| SSC CRS-5 |        | N.D.           | Vulcan Centaur | N.D.           | N.D.                | Programmato    |
| SSC CRS-5 |        |                |                |                |                     |                |
| SSC CRS-6 |        | N.D.           | Vulcan Centaur | N.D.           | N.D.                | Programmato    |
| SSC CRS-6 |        |                |                |                |                     |                |